# سيدي عبد العزيز (الصغير)
سيدي عبد العزيز الصغير مقاوم وثوري جزائري من مواليد القرن التاسع عشر بالغرب الجزائري وتحديدا ببلدية دار بن عبد الله ولاية غليزان ويشتهر بأنه من أحفاد سيدي يحي الصغير سليل الأشراف ويعد من شيوخ الطريقة الرحمانية بالمنطقة وجاهد رفقة الشيخ سيدي لزرق بلحاج وخلفه أثناء استشهاده إلى ان ألقي عليه القبض في 09 نوفمبر 1864 م ونفي لمدة 20 سنة لجزيرة كورسيكا وتوفي عام 1883 م بمسقط رأسه 